# PosteMobile
PosteMobile S.p.A. és una empresa italiana de telecomunicacions propietat de Poste Italiane S.p.A., que opera en el sector de la telefonia mòbil com a operador de xarxa virtual mòbil (MVNO) a la xarxa Wind i, des de 2017, també ofereix serveis de telefonia fixa i Internet.
Des de desembre de 2016, PosteMobile és el patrocinador principal de la Lega Basket Serie A italiana (LBA).
El Ministeri de Desenvolupament Econòmic ha assignat a l'operador PosteMobile cinc dècades del prefix 371 (371-1, 371-3, 371-4, 371-5, 371-6).